# Gedesby-Schiff

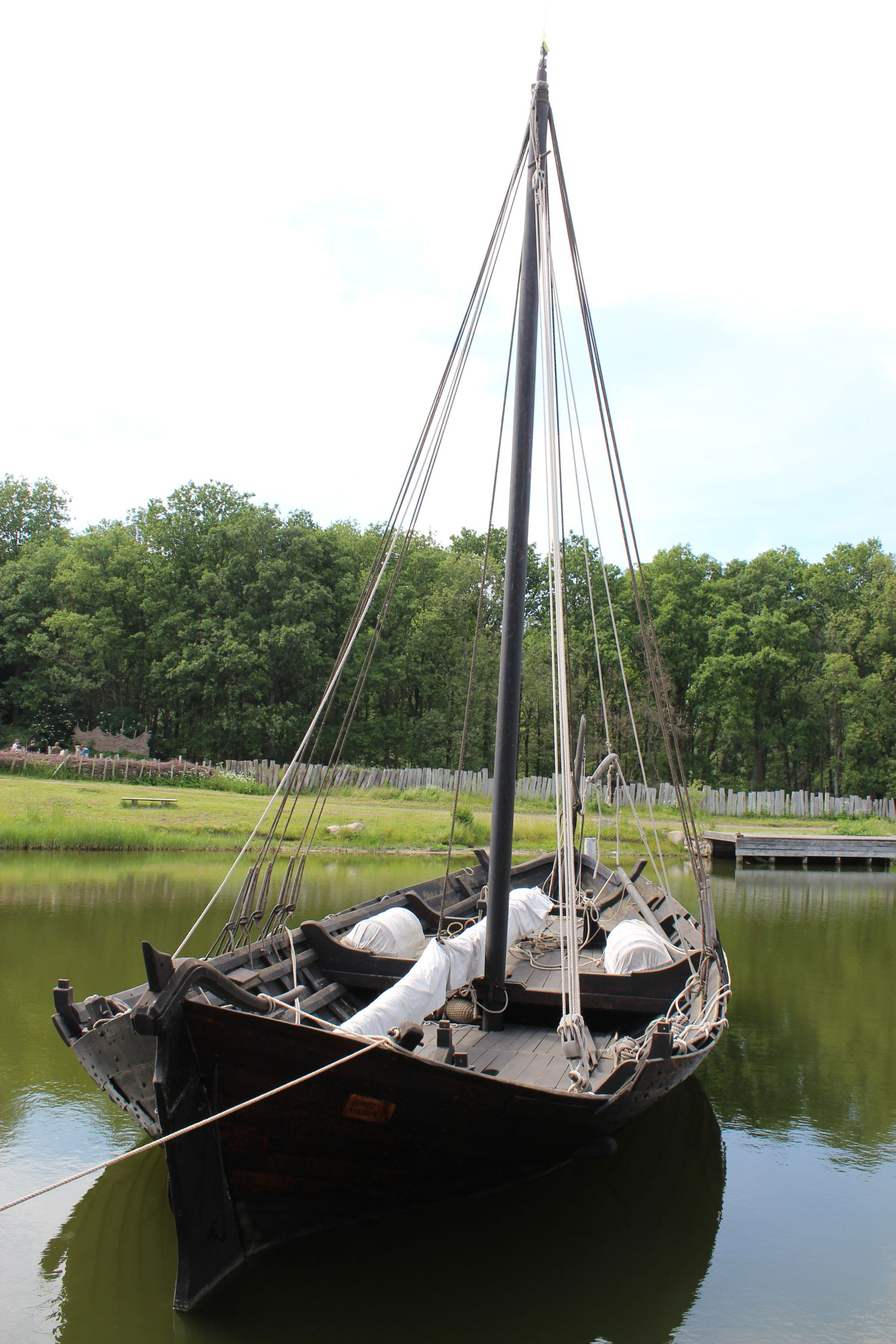
Rekonstruktion des Gedesbyschiffs

Das Gedesby-Schiff wurde 1988 während der Arbeiten an Abzugsgräben im Bøtø Nor, einem ehemaligen Haff der Ostsee auf der Insel Falster in Dänemark, entdeckt.
Das Bøtø Nor war eine etwa 15,0 km lange und 1,0 km breite Bucht, von der Ostsee abgegrenzt durch die drei Inseln Langø, Bøtø und Bøtø Fang, so dass die ohnehin nicht breite Südspitze von Falster noch schmaler war. Seit 1135 war Gedesby eine der wichtigsten Städte auf Falster. 1551 erhielt es ein Monopol auf die Fährverbindung nach Deutschland, mit der Verpflichtung, die vier Fähren, die jeweils Platz für zwölf Reiter mit Pferden und Ausrüstung boten, zu jeder Zeit vorzuhalten. 1552 gab Christian III. elf Holländern das Land, welches sie eingedeicht hatten. Im Jahre 1571 veranlasste Königin Sophie von Mecklenburg (1557–1631) den König im Hafen ein Fährhotel ('kro Fähre') zu errichten, um in Gedesby für sich und ihre Familie eine Unterkunft zu haben, wenn sie ihre frühere Heimat besuchen wollten. Die Insel war bis zum Verkauf 1766 Krongut.
Das Schiff war im nordischen Stil als Einmaster gebaut. Die C14-Daten ordnete es in die zweite Hälfte des 13. Jahrhunderts n. Chr. ein. Damit ist es Skandinaviens am besten bewahrtes mittelalterliches Schiff. Der Rumpf des Schiffs war mit Flechtwerk verkleidet, über dem sich eine dicke Schicht organischen Materials befand, das als Tierexkremente interpretiert wurde. Die mikroskopische Untersuchung offenbarte ein Gewirr von gut erhaltenen Strohhalmen, Blättern, zerquetschten Körnern und anderen Samen und Früchten. Das Schiff war anscheinend als Tiertransporter verwendet worden und das Flechtwerk diente dazu, den Rumpf zu schützen und den Tieren während der Reise einen festen Stand zu verleihen.
Vor der Reise hatten die Tiere verschiedene Habitate in der Nähe der Küste durchstreift - Brachland, Weiden, offenes Waldland, gemähte Getreidefelder und Sumpfgebiete. Die Tatsache, dass alle Samen einschließlich der Cerealien, reif und gut entwickelt waren, weist darauf hin, dass das Exkrement von Tieren stammt, die im Spätsommer oder Frühherbst transportiert wurden. Die archaeobotanische Untersuchung weist auf eine Position im südöstlichen Dänemark oder an der südlichen Ostsee hin.
Das archäologisches Freilichtmuseum Middelaldercentret in Nykøbing Falster hat 1995 eine Rekonstruktion des Gedesby-Schiffs erstellt.